# Зелена богиня
«Зелена богиня» (англ. The Green Goddess) — американський пригодницький фільм режисера Альфреда Гріна 1930 року. Фільм був номінований на премію «Оскар» за найкращу чоловічу роль.

## Сюжет
Трьом британцям — майору Креспіну, його дружині Люсілль і доктору Трагерну — просто страшенно не пощастило. Спершу вони впали на літаку в самому серці королівства Ракха, але при цьому вціліли. А потім їх зловив і кинув у темницю місцевий король. Біда в тому, що трьох його зведених братів збираються стратити в сусідній Індії за наказом британського суду, і він, разом з усіма своїми підданими, вважає, що ці троє нещасних — плата за життя братів, люб'язно запропонована ним Зеленою Богинею. Так що тепер у майора з його дружиною і товаришем по нещастю не залишається вибору, окрім як дістатися до радіостанції раджі і зв'язатися зі своїми…

## У ролях
- Джордж Арлісс — раджа
- Ральф Форбс — доктор Трагерн
- Г. Б. Ворнер — майор Креспін
- Еліс Джойс — Люсілль
- Іван Ф. Сімпсон — Воткінс
- Реджинальд Шеффілд — лейтенант Кард'ю
- Бетті Бойд — Ен Айа
- Найджел Де Брулір — жрець в храмі
- Девід Тірл — первосвященик